# Благодатное (Советский район)
Благодатное (нем. Gnadendorf) — бывшее село в Советском районе Саратовской области, в настоящее время восточная часть села Розовое.
Село находилось в степи, в пределах Сыртовой равнины, являющейся частью Восточно-Европейской равнины, на правом берегу реки Нахой.

## История
Основано в 1859 году как дочерняя колония Гнадендорф. Официальное русское название — Благодатное (также была известна как Нахой). По состоянию на 1857 года земельный надел — 3570 десятин (на 67 семей). Колония относилась к Нидерккараманскому колонистскому округ Новоузенского уезда Самарской губернии. В 1871 году открыто земское училище. В 1910 году организовано женское общество.
В начале XX века из села Гнадендорф наблюдались выезды в Сибирь и Степной край. В 1909 году в эти районы переселилось 219 человек.
Село относилось к лютеранскому приходу Вейценфельд. По сведениям Самарского губернского статистического комитета за 1910 год село имело лютеранскую церковь, школу, кирпичный завод, 3 ветряных мельницы.
С 1921 года — в составе Антоновского района, с 1922 года Тонкошуровского кантона (в 1927 году переименован в Мариентальский кантон) Трудовой коммуны, с 1923 года АССР немцев Поволжья. В голод 1921 года родились 106 человек, умерли — 112. В 1926 году в селе имелись кооперативная лавка, сельскохозяйственное производственное товарищество, начальная школа, сельсовет. В 1927 году переименовано в село Гнадендорф.
28 августа 1941 года был издан Указ Президиума ВС СССР о переселении немцев, проживающих в районах Поволжья, население было депортировано. Село, как и другие населённые пункты Мариентальского кантона, было включено в состав Саратовской области. Впоследствии переименовано в Благодатное. Дата включения в состав села Розовое не установлена.

## Население
Динамика численности населения по годам:
| 1859 | 1883 | 1889 | 1897 | 1905 | 1910 | 1920 | 1922 | 1923 | 1926 | 1931 |
| ---- | ---- | ---- | ---- | ---- | ---- | ---- | ---- | ---- | ---- | ---- |
| 575  | 1176 | 1346 | 1464 | 1872 | 2062 | 1908 | 1406 | 1570 | 1450 | 1945 |

В 1931 году немцы составляли 99 % населения села.